# ديك بيرغستروم
ديك بيرغستروم (بالسويدية: Dick Bergström)‏ هو ربان ‏ سويدي، ولد في 15 فبراير 1886 في ليدينيو ‏ في السويد، وتوفي في 17 أغسطس 1952.

## وصلات خارجية
- ديك بيرغستروم على موقع اللجنة الأولمبية الدولية (الإنجليزية)
- ديك بيرغستروم على موقع أوليمبيديا (الإنجليزية)
- ديك بيرغستروم على موقع اللجنة الأولمبية السويدية (السويدية)